# Тиста (река)
Тиста (на английски: Teesta; на непалски: टिस्ता खोला — «Тиста Кхола»; на бенгалски: তিস্তা নদী — «Тиста Ноди»), е река в Североизточна Индия (щатите Сиким и Западна Бенгалия) и Бангладеш, десен приток на Брахмапутра. Дължина 414 km, площ на водосборния басейн 12 540 km². Река Тиста изтича от ледника Тиста, в Източните Хималаи, на 5596 m н.в., в северозападната част на щата Сиким в Индия. В горното си течение протича в дълбока, на места каньоновидна долина. В района на град Калимпонг излиза от планините и навлиза в източната част на Индо-Гангската равнина, като образува огромен наносен конус. Влива се отдясно в река Брахмапутра (Джамуна), на 17 m н.в., в северната част на Бангладеш. Среден годишен отток 900 m³/s. Пълноводието ѝ е през юли и август и обичайно се съпровожда с опустошителни наводнения и разливания, в резултат на които в долното си течение тя често променя своето корито. В най-долното си течение е плавателна за плитко газещи речни съдове. Долината ѝ е гъсто населена, но големи градове няма. По-важните са Калимпонг и Джалпаигури в Индия..